# Merishausen
Merishausen ist eine politische Gemeinde des Kantons Schaffhausen in der Schweiz.

## Geographie
Merishausen liegt etwa 7 km nördlich der Kantonshauptstadt Schaffhausen im Merishausertal, eingebettet zwischen sieben Hügeln. Durch das Dorf fliesst die Durach. Auf dem Gebiet von Merishausen liegt der Hagen, ein Teil des Randen und mit 912 m. ü. M. höchster Punkt des Kantons Schaffhausen.
Nordwestlich verläuft die Grenze zwischen Deutschland und der Schweiz.

## Geschichte
In welches Jahr die Gründung von Merishausen fällt, ist ungewiss. Das Merishausertal ist nachgewiesenermassen seit spätestens der Jungsteinzeit (ca. 2000 vor Christus) über die Bronze- und Eisenzeit hin bewohnt. Davon zeugen auch einige Ausgrabungsfunde, welche im Museum zu Allerheiligen in Schaffhausen zu besichtigen sind.
Zu einer eigentlichen Siedlung wurde Merishausen erst, als die Alemannen sich ab dem 4. Jahrhundert sesshaft machten. Ab dem Jahre 496 kam Merishausen unter fränkische Herrschaft und gehörte zur Landgrafschaft der Nellenburger. In dieser Zeit begann auch die Christianisierung. Zwischen dem 6. und 8. Jahrhundert wurde die Kirche erbaut. Sie ist die urkundlich am frühesten erwähnte Kirche des ganzen Kantons Schaffhausen. Der Name "Merishausen" stammt von den Alemannen ab und kann vom Namen eines Stammvaters oder Sippenvorstehers abgeleitet worden sein. Die älteste Schreibweise lautet "Morinishusum" was bedeutet "bei den Häusern des Morin oder Maurin".
Im Jahre 846 wurde Merishausen von Graf Liutolt von der Scheer bei Sigmaringen an der Donau "die Huben seiner Eigenkirche zu Morinishusun dem Kloster St. Gallen zusammen mit einer Hube Land in Berslingen" vergabt. Dies ist auch gleichzeitig die urkundliche Ersterwähnung von Merishausen. Ab seiner Gründung im Jahr 1050 erwarb auch das Kloster Allerheiligen Grundeigentum im Merishausertal. Zur Aufbewahrung von Korn und Futter wurde die am Fusse des Längenberges gelegene Abtscheune erstellt und im Jahre 1588 mitten in das Tal verlegt und vergrössert.
Der erste Landkauf des Spitals geht auf das Jahr 1273 zurück. In den folgenden Jahrhunderten nahmen die Erwerbungen derart zu, dass im Jahre 1724 der Spitalbesitz 430 Jucharten Ackerland umfasste. Nach der "Offnung" Gesetz vom Jahre 1470 setzten das Kloster und das Spital zur Überwachung von Land und Leuten gemeinsam einen Vogt ein. Dieser übte zusammen mit einigen freien Dorfmännern zugleich die niedere Gerichtsbarkeit aus. Nach der Reformation im 16. Jahrhundert wurde Merishausen vom letzten Abt des Klosters zu Allerheiligen an die Stadt Schaffhausen abgetreten. Die ganze Landschaft wurde in 10 Obervogteien eingeteilt. Merishausen gehörte mit Bargen zur siebten Vogtei. Der Obervogt, der über diesen Bezirk die Aufsicht führte, war Mitglied des kleinen Rates und hatte seinen Sitz in Schaffhausen.
Eine schwere Last für die Merishauser bildeten die Fronfuhren. Aus den Waldungen der Stadt mussten die Bauern das Holz gegen geringe Entschädigung in die Stadt führen. Auch Strassen und Gemeindebauten wurden im Frondienst erstellt. Eine starke Einschränkung für die Bauern bildeten auch die strengen Vorschriften über den Handel mit landwirtschaftlichen Produkten. In solchen Zeiten musste denn auch die Auswanderungspropaganda zu Anfang des 18. Jahrhunderts auf günstigen Boden fallen. Hans Jerg Wehrner betrieb nach seiner Rückkehr aus Pennsylvanien Werbearbeit. Dies bewirkte, dass in der Zeit von 1738 bis 1751 aus Merishausen 54 Personen nach Pennsylvania und Carolina auswanderten. Noch einmal, in den 50er und 70er Jahren des 19. Jahrhunderts nahm die Auswanderung zu. Die Einwohnerzahl des Dorfes hatte von 1799 bis 1836 von 674 auf 961 Personen zugenommen. Die Schliessung der Grenze in Bargen nach Baden und die Zerstückelung der Grundstücke durch Erbteilungen führten zu einer armseligen Zeit. Über 300 Personen sind dann auch in den Jahren 1842 bis 1882 nach Amerika ausgewandert.
Im Jahre 1839 schliesslich kaufte sich die Gemeinde von der Stadt Schaffhausen los. Von da an war die Spaltung der Bevölkerung in eine städtische Oberschicht und eine landschaftliche Untertanenschaft für immer aufgehoben. Seit dem 11. Juli 1921 fährt das Postauto ins Merishausertal. Tags zuvor hatte die Postkutsche ihre letzte Fahrt gemacht.

Historisches Luftbild von Werner Friedli von 1964

| Jahr      | 1771 | 1798 | 1850 | 1950 | 2000 |
| Einwohner | 467  | 674  | 932  | 539  | 644  |

## Wappen
Blasonierung
In blau ein gelber sechszackiger Stern.
Im 16. Jahrhundert zierte das Wappen von Merishausen ein blauer Stern auf goldenem Grund. Dieses Motiv geriet wahrscheinlich in Vergessenheit, denn als sich die Gemeinde im 18. Jahrhundert ein Siegel zulegte, befand sich darauf eine Pflugschare, die unten von zwei gekreuzten Ranken umgeben ist. Die Pflugschare wurde von da an verwendet. Bei der Bereinigung 1949 griff man jedoch, um Verwechslungen zu vermeiden, auf die historisch belegte Darstellung mit dem Stern in verkehrten Farben vor.

## Verkehr
Merishausen liegt an der Hauptstrasse 4 von Schaffhausen nach Bargen. Sie führt derzeit noch ohne Anschlussstellen an Merishausen vorbei. Ein Halbanschluss ist jedoch geplant.

## Sehenswürdigkeiten
Merishausen gilt als alemannisches Zeilendorf. Entlang der Hauptstrasse säumen sich Häuser, welche nach dem ursprünglichen Stil der Alemannen aufgebaut sind. Im Parterre liegt der Stall für die Haustiere und im ersten Stockwerk sind die Wohnräume untergebracht.

## Galerie

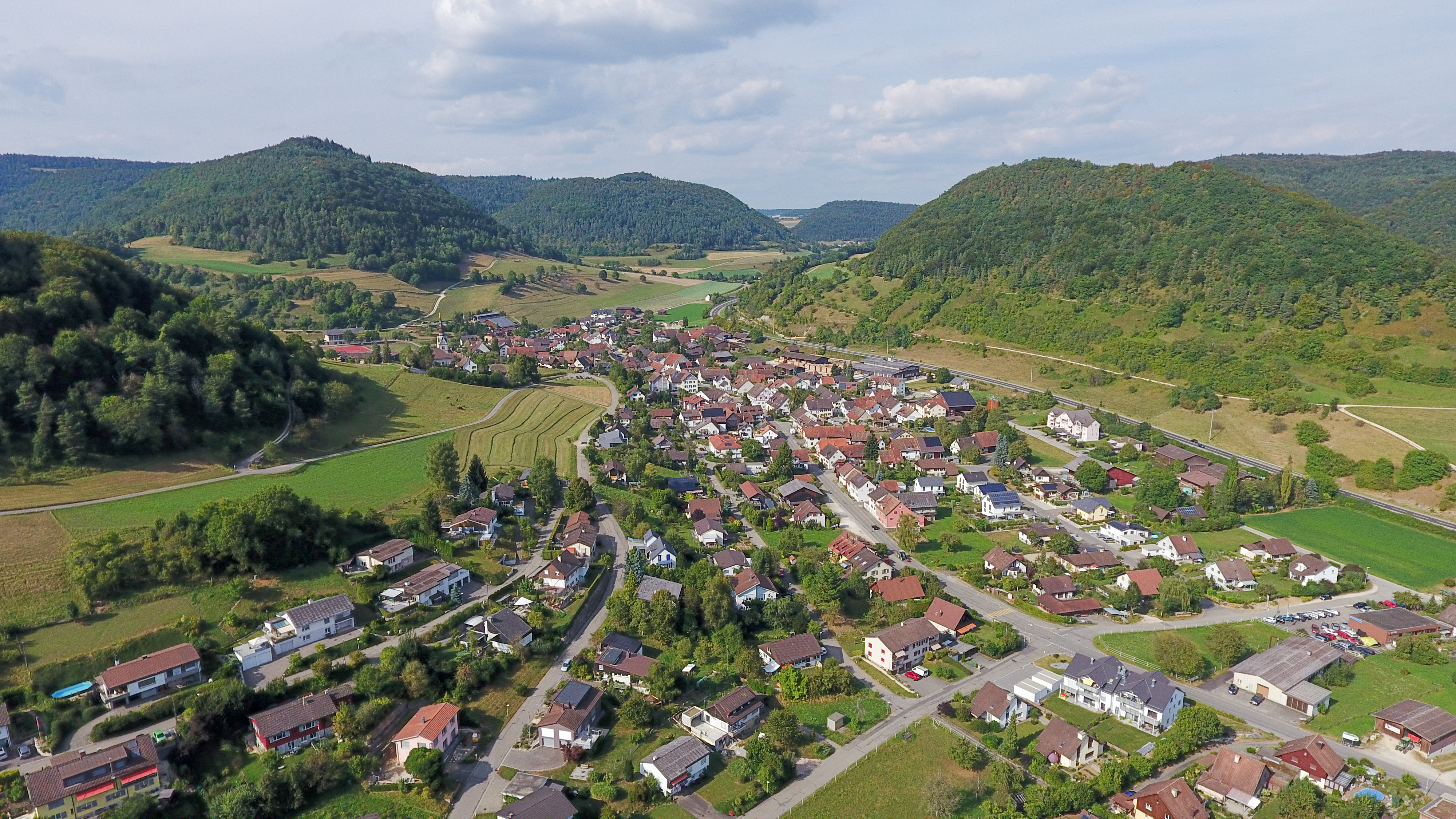
Luftbild vom 2. September 2016
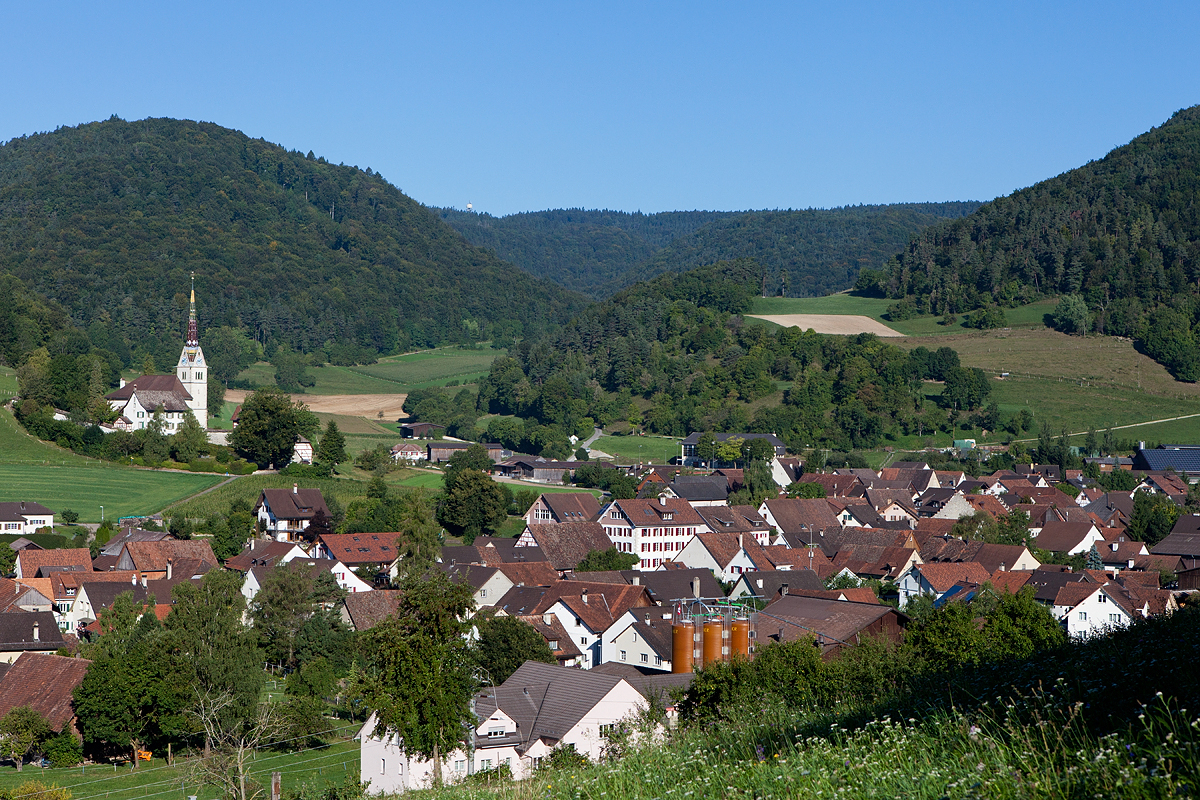
Merishausen
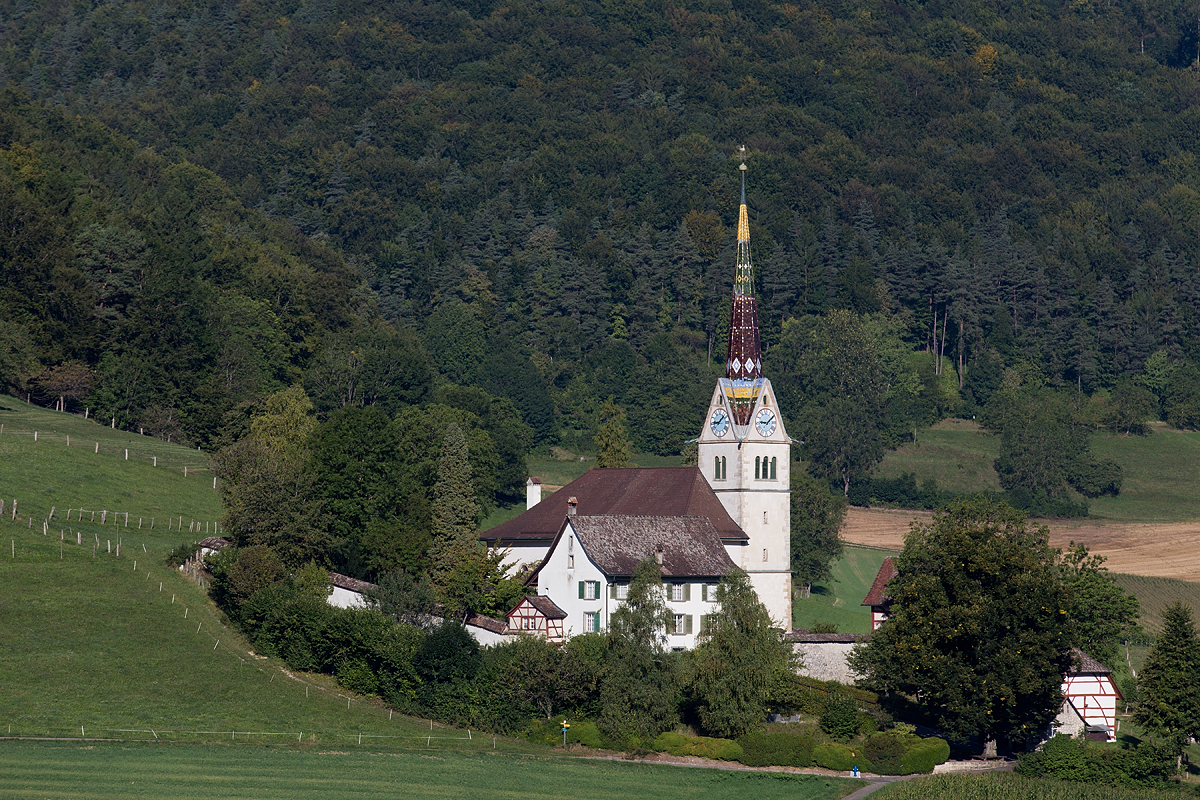
Reformierte Kirche
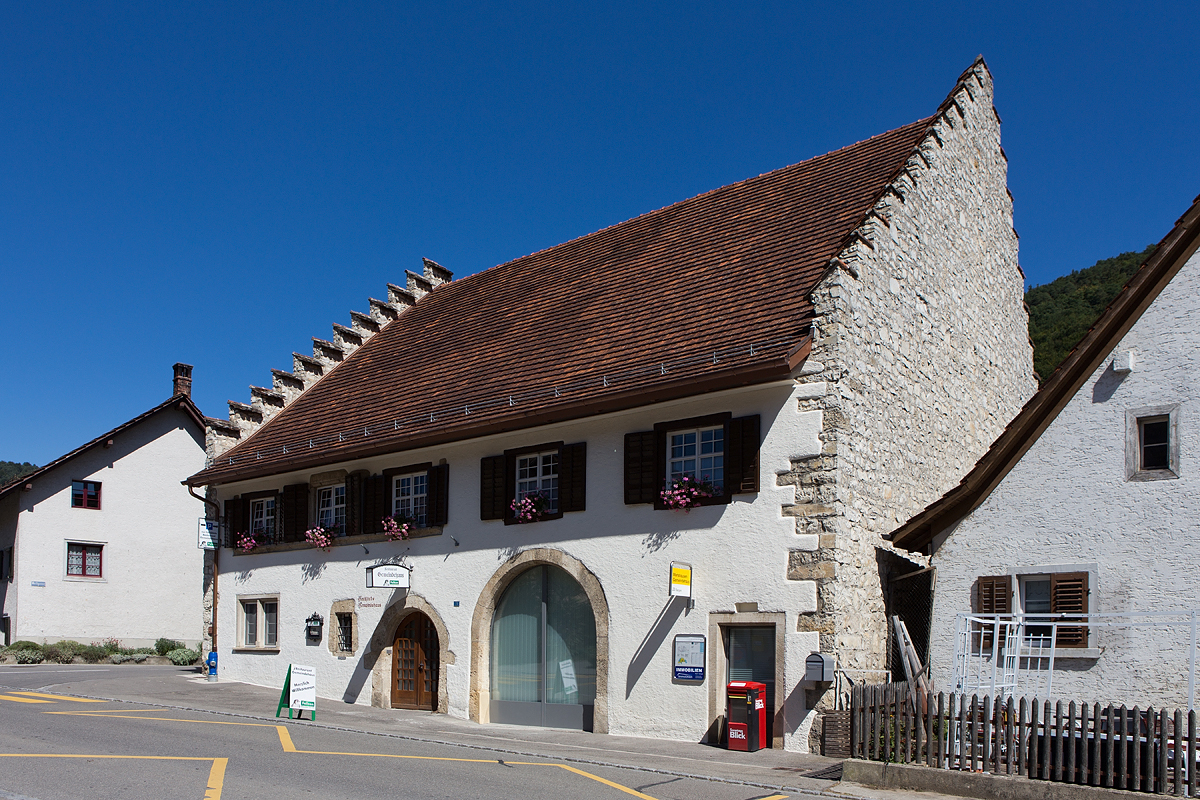
Gemeindehaus mit Restaurant
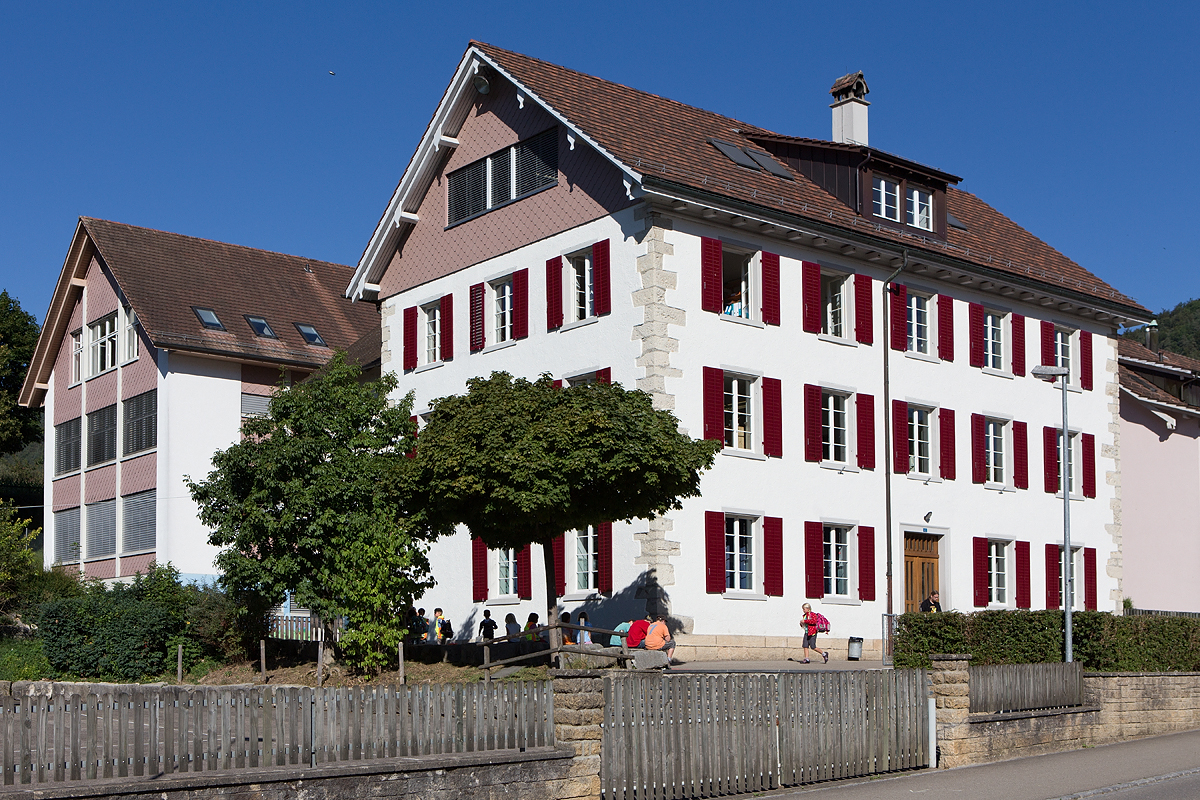
Schulhäuser
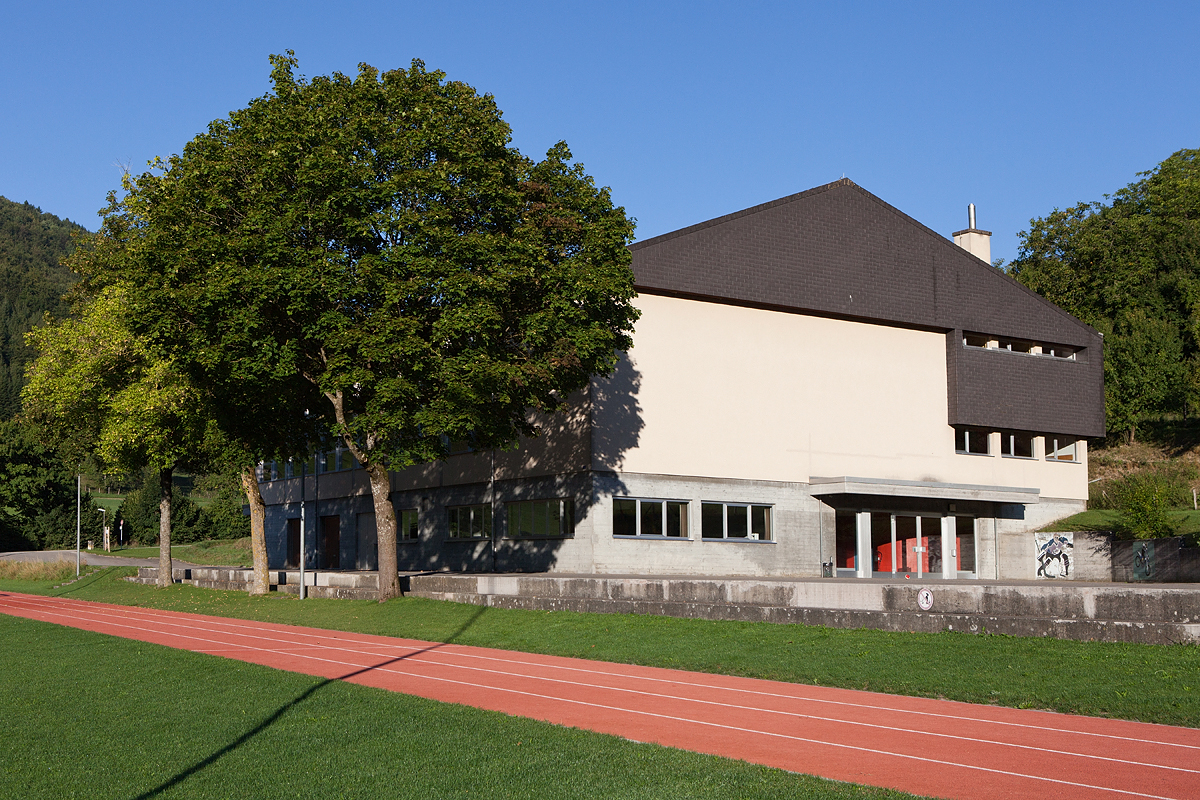
Turnhalle
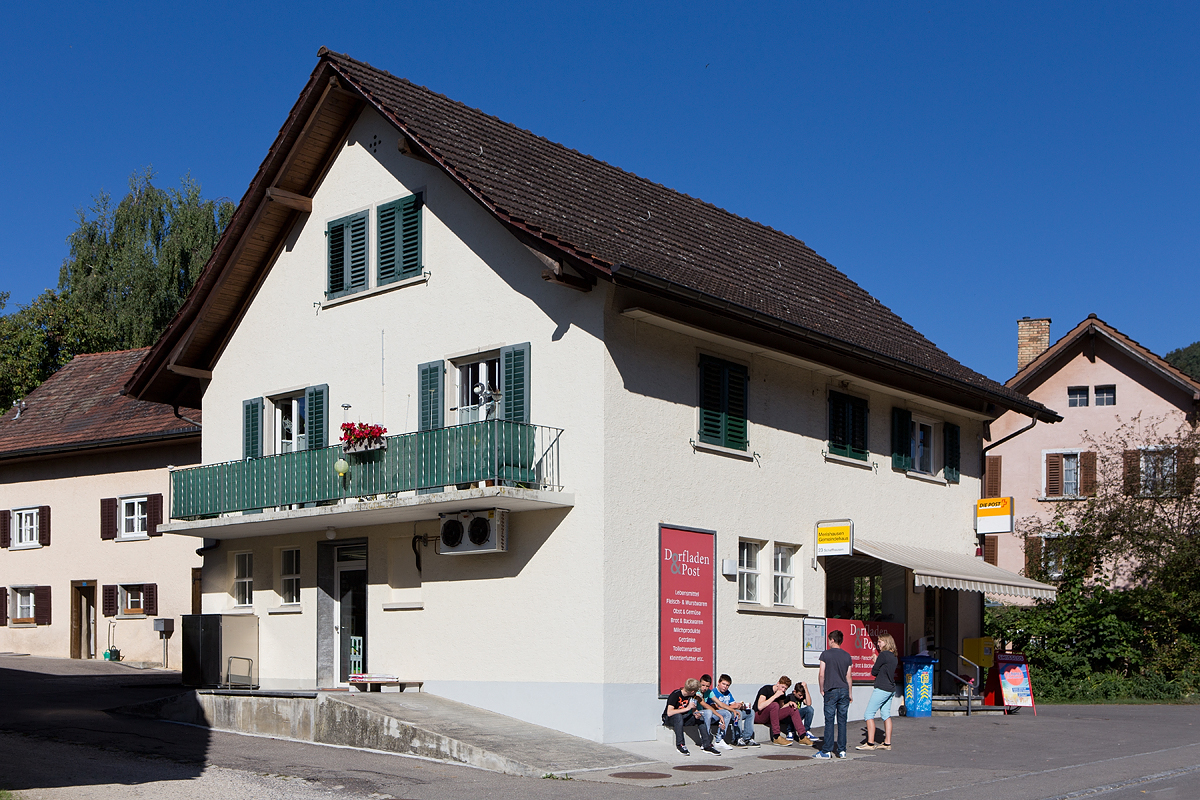
Dorfladen mit Post

## Persönlichkeiten
- Carl August Bächtold (1838–1921), Pfarrer und Geschichtsforscher
- Jakob Seiler (1886–1970), Biologe und Professor für Zoologie